# 無可動実銃
無可動実銃（むかどうじつじゅう）は、銃から実弾発射機能を排除し、研究や鑑賞用に加工した装飾品の実銃である。

## 概要
実銃そのものをコレクションする場合、銃規制の厳しい国においては銃そのものの所持が困難であるほか、許可制に基づいて所持する場合でも銃種の制約を受けるために好みの銃を選択することは非常に困難であり、軍用銃を所持することはほぼ不可能である。

そのため実銃を「法的に銃ではない状態」にまで内部の実弾発射機構を破壊することによって、無可動実銃として合法的に実銃を輸入し、保有することが行われる。
所有者への免許・許可制により所持することが出来る銃（日本における猟銃など）と異なり、発砲することはもちろん、銃の発砲機構のうち槓桿や遊底など、可動する部分がまったくない場合が多く、動くとしてもごくわずかに限られる。しかし法的な制約を受けないため、保有数量に制限がないほか、拳銃や短機関銃、アサルトライフルなどの民間では所持できない銃はもちろん、対戦車銃や軽機関銃、重機関銃でさえも保有することが可能であり、なおかつ壁に掛けたり棚に置くといった鑑賞のための保管をすることができるメリットがある。さらにはエアソフトガンのような玩具と異なり実銃であるため、銃本来の感触を楽しめ、外装に限れば本物の銃の手入れを味わうことも可能である。ちなみに重量は加工内容により大幅に異なる場合がある。
過去において無可動実銃として輸入された物が再加工により銃としての機能を回復し違法に所持され摘発された例があり、その加工基準は年を追って厳しく見直され、観賞用とかけ離れた加工内容となっている。

## 日本における無可動実銃
実銃の所持が銃刀法で厳しく規制されている日本において、公安委員会の所持許可を得ずに合法的に実銃を所持するためには発射機能のある実銃を加工して無可動実銃とする必要がある。加工は主に海外で行われ、加工基準の絶対要項としては以下の項目が含まれる。
- 銃身内部に鉄製の棒を挿入し、銃口から薬室まで塞がっていて、更に溶接され絶対に抜けないようにする
- 薬室及び銃身、機関部にスリットを入れる
- 装填は出来ないように薬室内を溶接で塞ぎ、その加工を外部から容易に確認できる状態にする
- ボルト（撃針部）の一部か半分を廃し使用不可能にする
- 機関部本体は溶接で固定、切断等の加工を施し強度を低下させる
- 引き金を除く、トリガー・メカニズムの全てを取り外し、それを外部から容易に確認できるよう開口する

近年では上記の要項以外に輸入の際には警察と税関の立会いの元、検査を行う。この検査に合格して初めて無可動実銃として所有できる。

## 用途
前述したように、無可動実銃の主な用途は観賞や蒐集、展示用である。このほかにも、遊戯銃メーカーが製品開発の際に資料として用いることも珍しくない。無可動実銃から採寸して作られた遊戯銃には、グリップ等、合法的に所持できる実銃用の部品や周辺機器を容易に取り付けることができる。
変わったところでは、楽器の材料に使われた例がある。エスコペターラは無可動実銃をベースに作られたギターで、武器と楽器がそれぞれ持つ象徴性を利用し、反戦のメッセージを込めたものである。